# Белорусская православная церковь
Белору́сская православная церковь (бел. Белару́ская правасла́ўная царква́, аббревиатура — БПЦ; также Белорусский экзархат Московского патриархата; бел. Белару́скі Экзарха́т Маско́ўскага Патрыярха́та) — каноническое подразделение Русской православной церкви на территории Беларуси, имеющее статус экзархата. Учреждён решением Архиерейского собора Русской православной церкви в октябре 1989 года.

## История

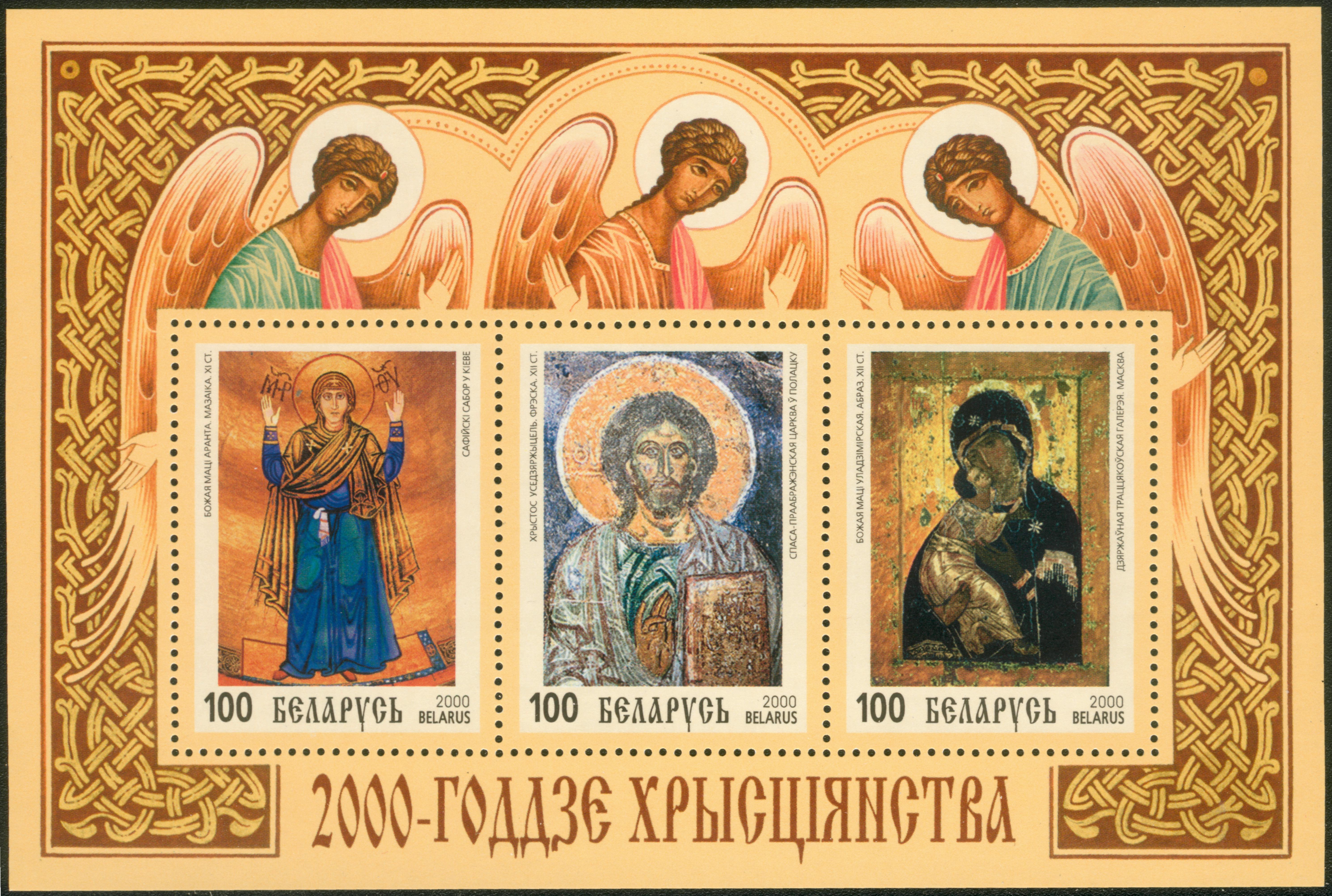
2000-летие христианства. Почтовый блок Беларуси, 2000 год

В 992 году в составе Киевской митрополии Константинопольского патриархата была учреждена Полоцкая епархия. К XIII веку на территории современной Беларуси было 2 епархии: Полоцкая и Туровская (1005), которые входили в Киевскую митрополию.
В связи с фактическим разделением в начале XIV века общерусской Киевской митрополии на церковь с центром в Москве (в пределах Московского княжества) и православную церковь в Великом княжестве Литовском (Литовская митрополия, 1316), Полоцкая, а с 1347 года и Туровская епархии вошли в состав последней.
В 1459 году произошло окончательное отделение Киево-Литовской митрополии от Московской. В середине XVI века в состав Литовско-Новогрудской митрополии (центр в Новогрудке, потом в Вильнюсе) входили Полоцкая, Туровская (с кафедрой в Пинске), Смоленская, Черниговская, Галицкая, Перемышльская, Холмская, Луцкая, Владимир-Волынская епархии.
После Брестской унии 1596 года православная церковь в Великом княжестве Литовском как канонически целое перестала существовать. Снова основана в 1632 году в Могилёве. Могилёвская (Белорусская) епархия была единственной православной епархией в пределах Беларуси до конца XVIII века. После Второго раздела Речи Посполитой в 1793 году учреждена Минская епархия. В 1833 году восстановлена Полоцкая, созданы Виленская (1840) и Гродненская (1900) епархии. В Бресте, Белостоке, Слуцке, Гомеле, Ковно и Двинске существовали кафедры викарных епископов. Все епархии входили в состав Греко-российской церкви и находились под юрисдикцией Святейшего синода. До начала Первой мировой войны в пяти православных епархиях Беларуси были 3552 храма и 35 монастырей, три духовные семинарии. Каждая из епархий имела свои периодические издания.
В соответствии с положением об областных преосвященных от 12 марта 1934 года во исполнение постановления Поместного собора 1917—1918 годов о митрополичьих округах Временный патриарший Священный синод образовал церковные области в составе нескольких епархий, в том числе в границах Белорусской ССР была образован митрополичий округ с центром а Минске. Дата упразднения точно неизвестна. Предположительно, это произошло в 1943 году при проведении переустройства епископских кафедр.
В послевоенное время под давлением властей все епархии в Беларуси, кроме Минской, были упразднены. В помощь митрополиту Минскому и всей Беларуси иногда назначались викарные архиереи.
Архиерейский собор Русской православной церкви 1989 года принял определение об образовании Белорусского экзархата Московского патриархата, утвердив прежнее решение Священного синода об образовании Могилёвской, Пинской и Полоцкой епархий.
16 октября 1989 года Священный синод во исполнение определений Архиерейского собора постановил экзарху Беларуси носить титул «митрополит Минский и Гродненский, Патриарший экзарх Белорусский» и им был назначен Филарет.
Постановлением Синода Белорусского экзархата от 6 февраля 1992 года (журнал № 15), утверждённым постановлением Священного синода Русской православной церкви от 18—19 февраля 1992 года (журнал № 13), Минская епархия реорганизована и территориально ограничена Минской областью.
7 января 2008 года при посещении Свято-Духова кафедрального собора в Минске президент Беларуси Александр Лукашенко назвал Белорусскую православную церковь «главным идеологом нашей страны».
В октябре 2010 года в ходе визита в Стамбул (Турция) президент Лукашенко, по сообщениям СМИ, на встрече с Константинопольским патриархом Варфоломеем мог обсуждать перспективу дарования автокефалии Белорусской церкви; эксперты расценивали переговоры как политический демарш президента против руководства России. 13 октября руководитель администрации президента Республики Беларусь Владимир Макей опроверг эти сообщения, назвав их «очередной гнусной провокацией» и связав их с обострением российско-белорусских отношений.
20 декабря 2018 года БПЦ постановила «признать раскольническим сообществом так называемую Автокефальную православную церковь Украины во главе с так называемым митрополитом Киевским и всея Украины Епифанием».
25 августа 2020 года Священный синод Русской православной церкви освободил от должности главу Белорусского экзархата (отдельного церковного округа) митрополита Минского и Заславского Павла (Пономарёва). Новым патриаршим экзархом в Беларуси назначен епископ Борисовский и Марьингорский Вениамин (Тупеко).

## Структура и управление
Церковно-правовое положение БПЦ регулируется главой XIII Устава РПЦ. Белорусская православная церковь обладает административной самостоятельностью и управляется Синодом, который состоит из Патриаршего Экзарха всея Беларуси и всех правящих архиереев Экзархата. Экзарх Беларуси имеет титул «Митрополит Минский и Заславский, Патриарший Экзарх всея Беларуси».
В состав БПЦ входят следующие епархии (по областям):

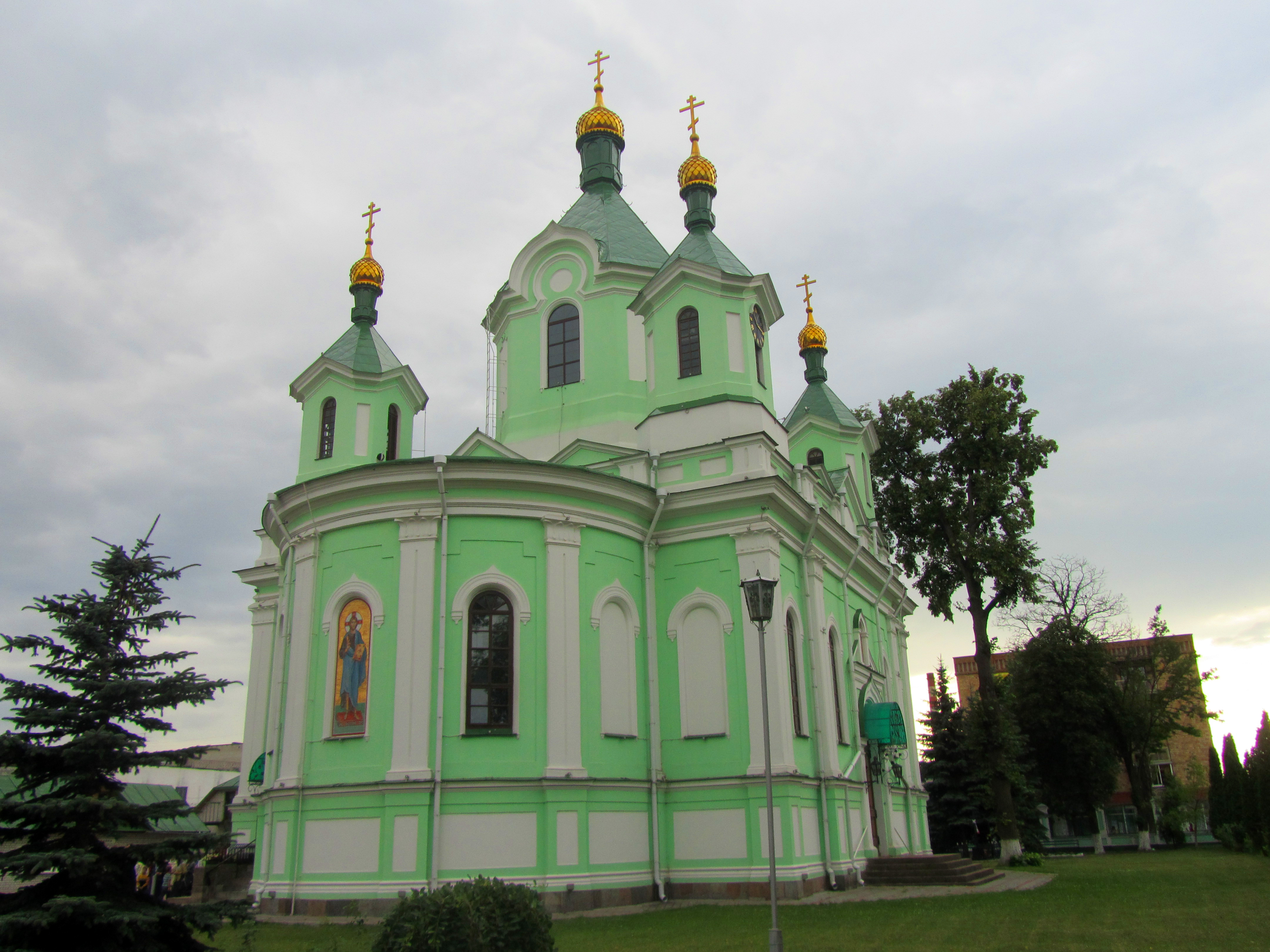
Кафедральный Свято-Симеоновский собор, г. Брест.

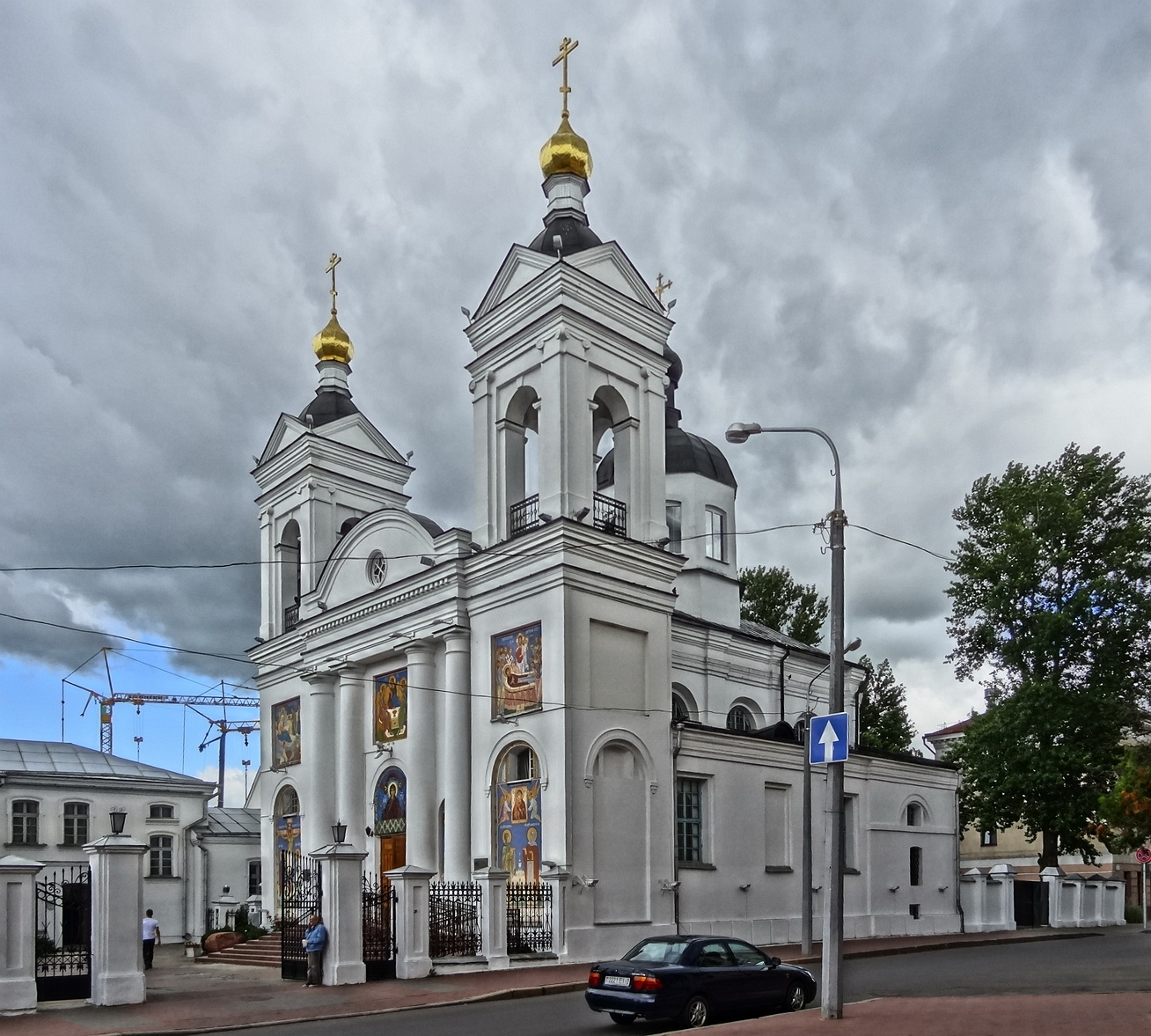
Кафедральный Покровский собор, г. Витебск

### Брестская область
- Брестская епархия
- Пинская епархия

### Витебская область

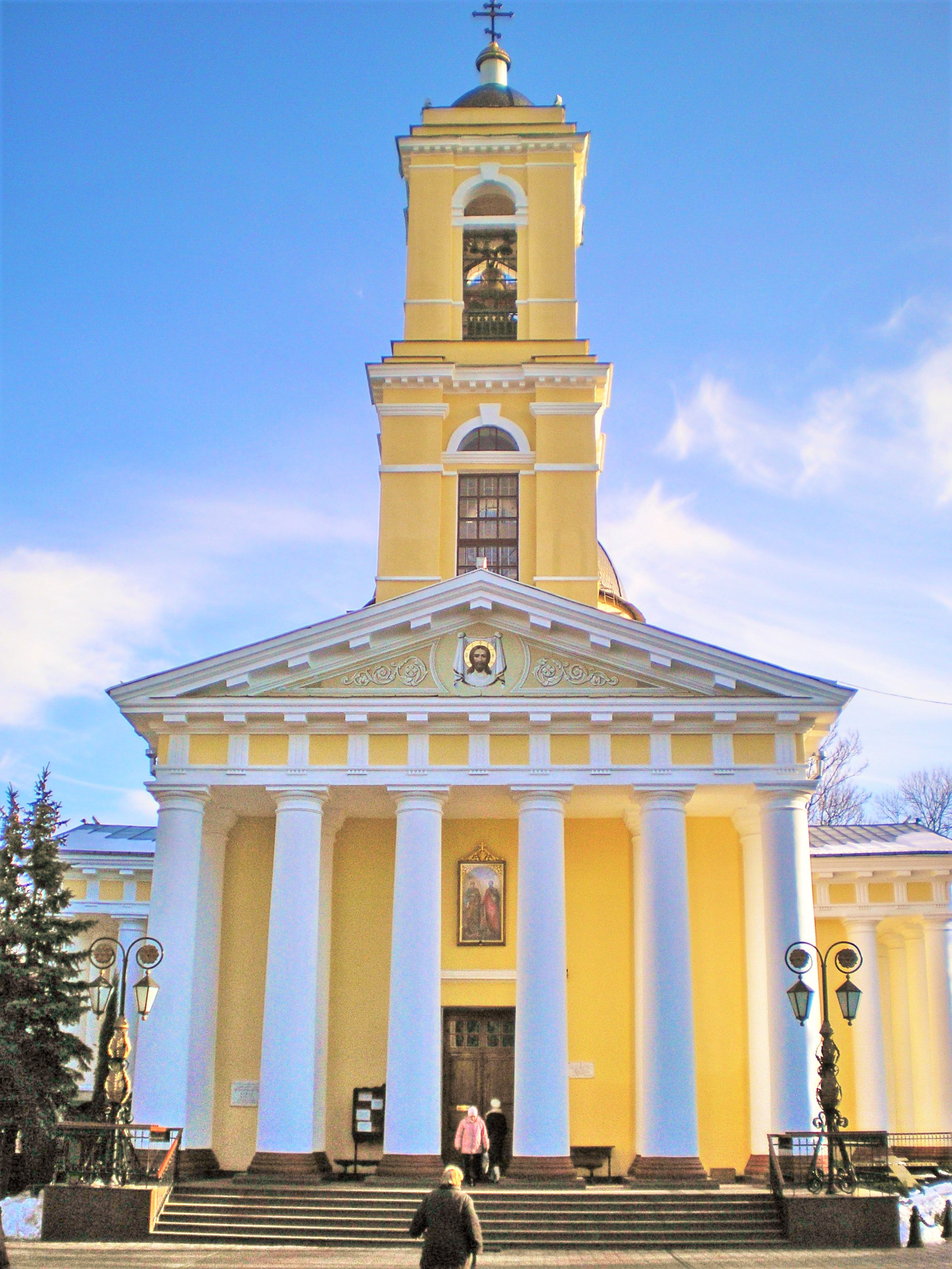
Кафедральный Петро-Павловский собор, г. Гомель

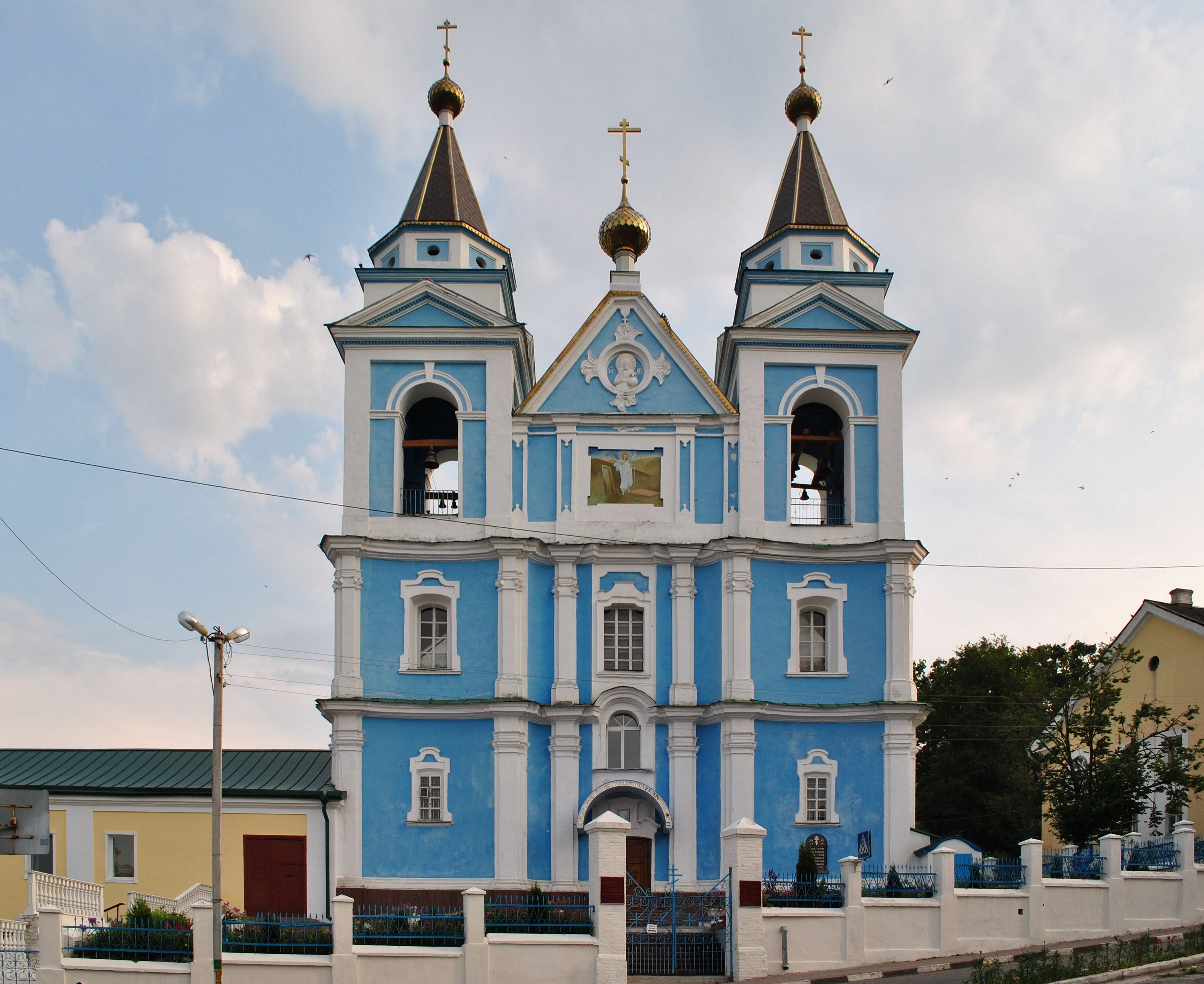
Кафедральный Собор во имя Архистратига Михаила, г. Мозырь

- Витебская епархия
- Полоцкая епархия

### Гомельская область
- Гомельская епархия
- Туровская епархия

### Гродненская область
- Гродненская епархия
- Новогрудская епархия
- Лидская епархия

### Минская область
- Минская епархия
- Борисовская епархия
- Молодечненская епархия
- Слуцкая епархия

### Могилёвская область
- Могилёвская епархия
- Бобруйская епархия

## Современное состояние
По данным Уполномоченного по делам религий и национальностей РБ, в стране православных — около 48 % населения (более 80 % верующих); Белорусский экзархат по состоянию на 2011 год включал 11 епархий и 1582 общины, в которых несут службу 1655 священнослужителей; 1597 православных храмов. Действуют 14 мужских и 20 женских монастырей, 54 братства и 113 сестричеств.
На 2024 год в БПЦ 15 епархий, действуют следующие духовные учебные заведения: Минская духовная академия, Минская духовная семинария в Жировичах (Слонимский район Гродненской области) и Витебская духовная семинария, 4 женских духовных училища (Минское, Оршанское, Слонимское и Витебское) .
Богословов также готовят в Теологическом институте Белорусского госуниверситета и в Витебском государственном университете имени Петра Машерова.
7 января 2008 года, во время посещения Свято-Духова кафедрального собора в Минске, Президент Беларуси А. Г. Лукашенко назвал Белорусскую православную церковь «главным идеологом нашей страны». Сама православная церковь отрицает свою причастность к какой-либо идеологии.
В 2003 году было подписано Соглашение о сотрудничестве между правительством Республики Беларусь и Белорусской Православной Церковью Архивная копия от 27 декабря 2013 на Wayback Machine, а также на его основании ряд соглашений и программ сотрудничества с министерствами и ведомствами.

## Финансирование
Согласно уставу БПЦ, её средства образуются из пожертвований и от доходов от предпринимательской деятельности, отчислений от прибыли предприятий и организаций БПЦ. Патриарший экзарх всея Беларуси и Синод Белорусского экзархата являются распорядителями финансовых средств и имущества БПЦ. БПЦ может иметь в собственности здания, земельные участки, объекты производственного, социального, благотворительного, культурно-просветительского и иного назначения, предметы религиозного назначения, денежные средства и иное имущество, необходимое для обеспечения деятельности церкви, в том числе — отнесённое к историко-культурным ценностям. БПЦ пользуется налоговыми и иными льготами, которые государство может предоставлять в установленном законодательством порядке, кроме того — финансовой, материальной и иной помощью государства в реставрации, содержании и охране находящихся в собственности или бессрочном безвозмездном владении зданий, объектов, в том числе относящихся к историко-культурным ценностям. Для церкви со стороны государства предусмотрен и ряд налоговых льгот — она освобождена от уплаты налога на недвижимость и земельного налога. В то же время БПЦ платит налоги соответственно законодательству: подоходный налог, отчисления в пенсионный фонд, страховые взносы.
Существенную часть финансирования составляют пожертвования — многие белорусские бизнесмены, руководители крупных компаний и предприниматели выделяют средства на строительство храмов, жертвуют деньги на их развитие.
БПЦ получает также доход от собственных предприятий. Так, компания «Диакония» с 1993 года занимается поставками алкогольной продукции. Медицинский центр «Элеос», который вместе с гостиницей и кафе входит в многофункциональный комплекс «Дом милосердия», занимается оказанием коммерческих медицинских услуг.
Издательство Белорусского экзархата является одним из крупнейших издательских центров на территории СНГ, а также занимается реализацией церковной утвари.
БПЦ управляет и недвижимостью. По словам митрополита Минского и Заславского Павла, он «не видит ничего зазорного в том, чтобы церковь строила доходные дома».

## Экзархи
| № | Портрет | Имя (годы жизни)                         | Мирское имя                    | Период правления     | Период правления                            | Комментарии |
| № | Портрет | Имя (годы жизни)                         | Мирское имя                    | Начало               | Конец                                       | Комментарии |
| - | ------- | ---------------------------------------- | ------------------------------ | -------------------- | ------------------------------------------- | --- |
| 1 |         | Филарет (21 марта 1935 — 12 января 2021) | Кирилл Варфоломеевич Вахромеев | 16 октября 1989 года | 25 декабря 2013 года (24 года 70 дней)      | Митрополит Минский и Слуцкий с 10 октября 1978 года; Герой Беларуси (2006)                                                                                                 |
| 2 |         | Павел (род. 19 февраля 1952)             | Георгий Васильевич Пономарёв   | 25 декабря 2013 года | 25 августа 2020 года (6 лет 244 дня)        | Митрополит Рязанский и Михайловский в 2003—2013 годах; митрополит Екатеринодарский и Кубанский в 2020—2021 годах; митрополит Крутицкий и Коломенский c 15 апреля 2021 года |
| 3 |         | Вениамин (род. 16 сентября 1968)         | Виталий Иванович Тупеко        | 25 августа 2020 года | настоящее время (4 года 10 месяцев 21 день) | Первый экзарх — белорус по рождению |

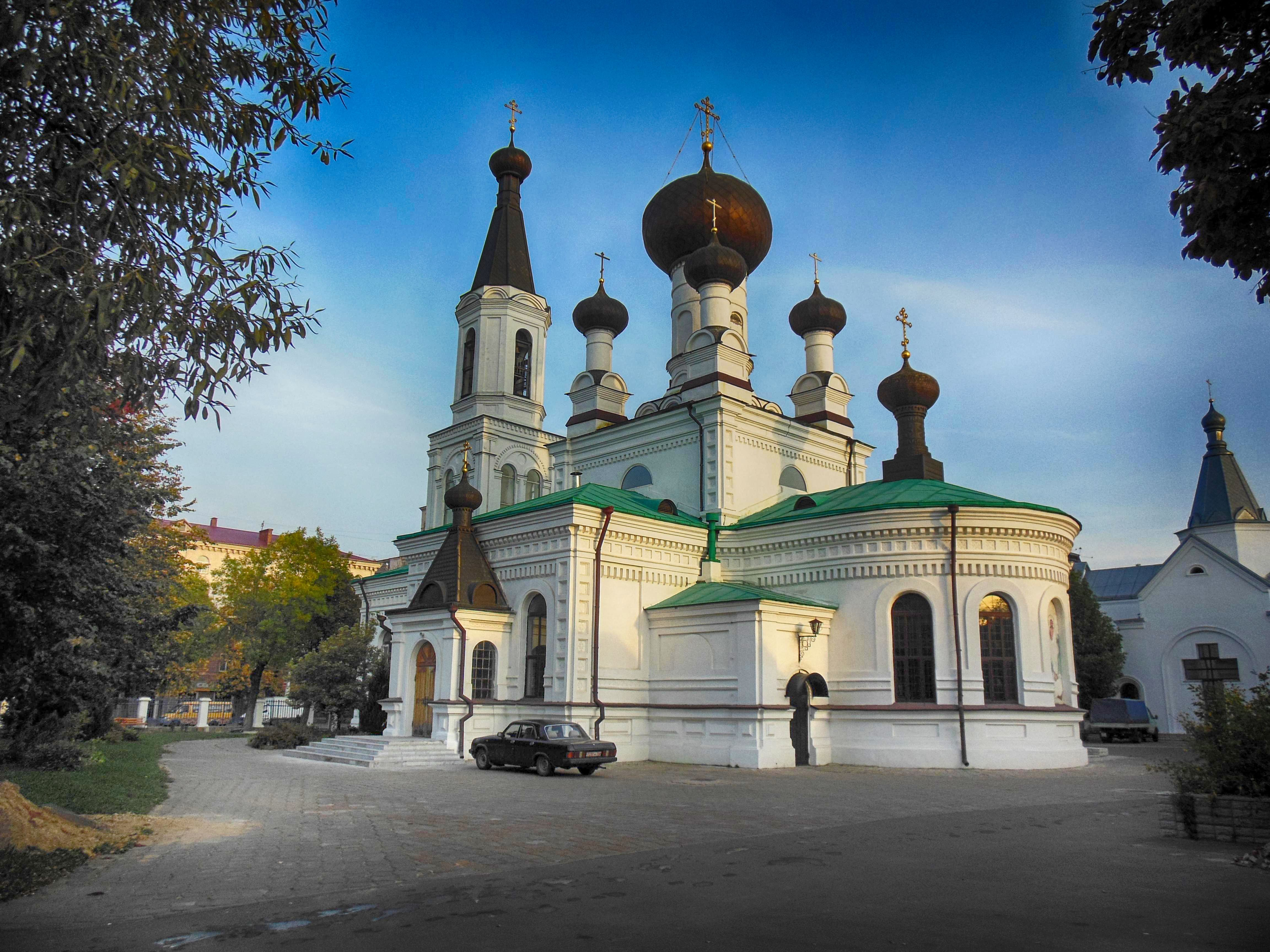
Собор Трёх Святителей, Могилёв
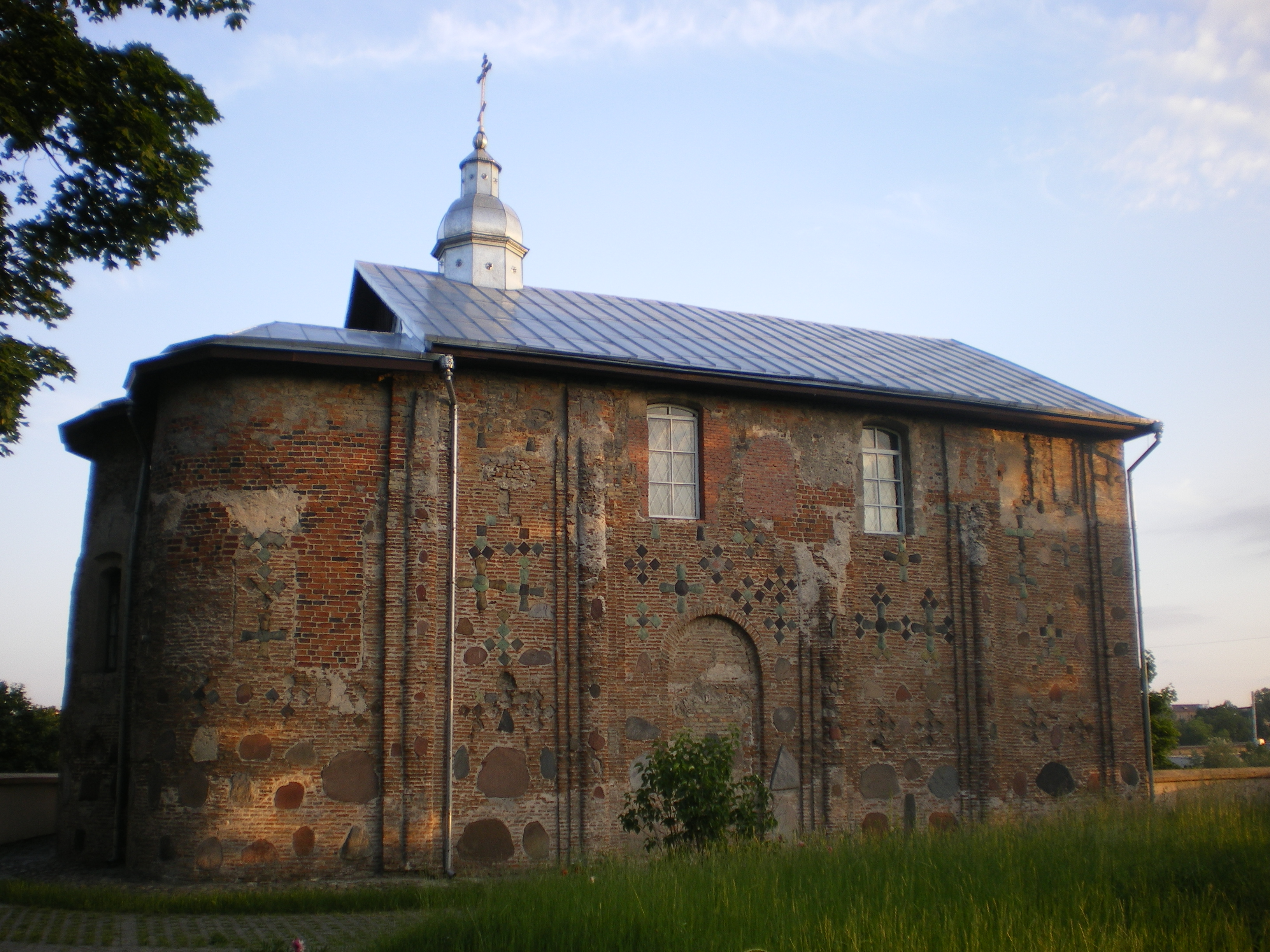
Борисоглебская церковь, XII век, Гродно
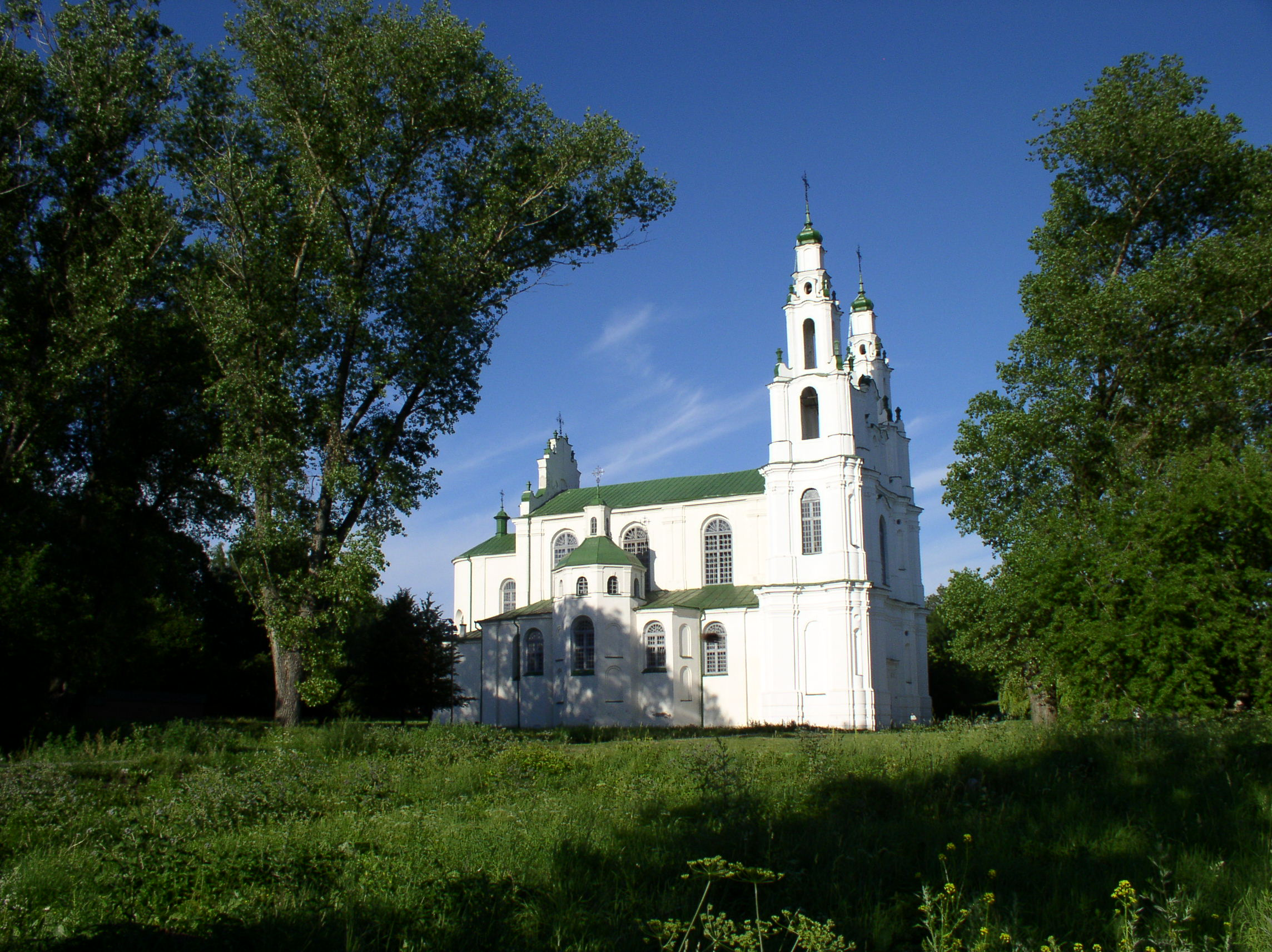
Софийский собор, Полоцк
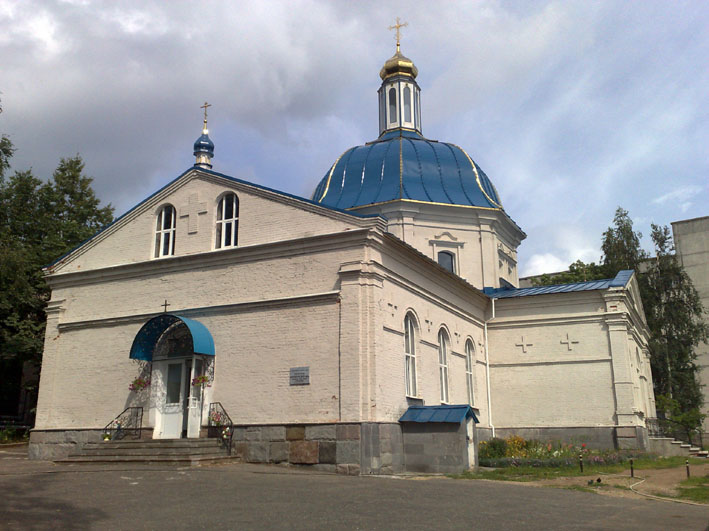
Церковь Троице-Маркова монастыря, Витебск
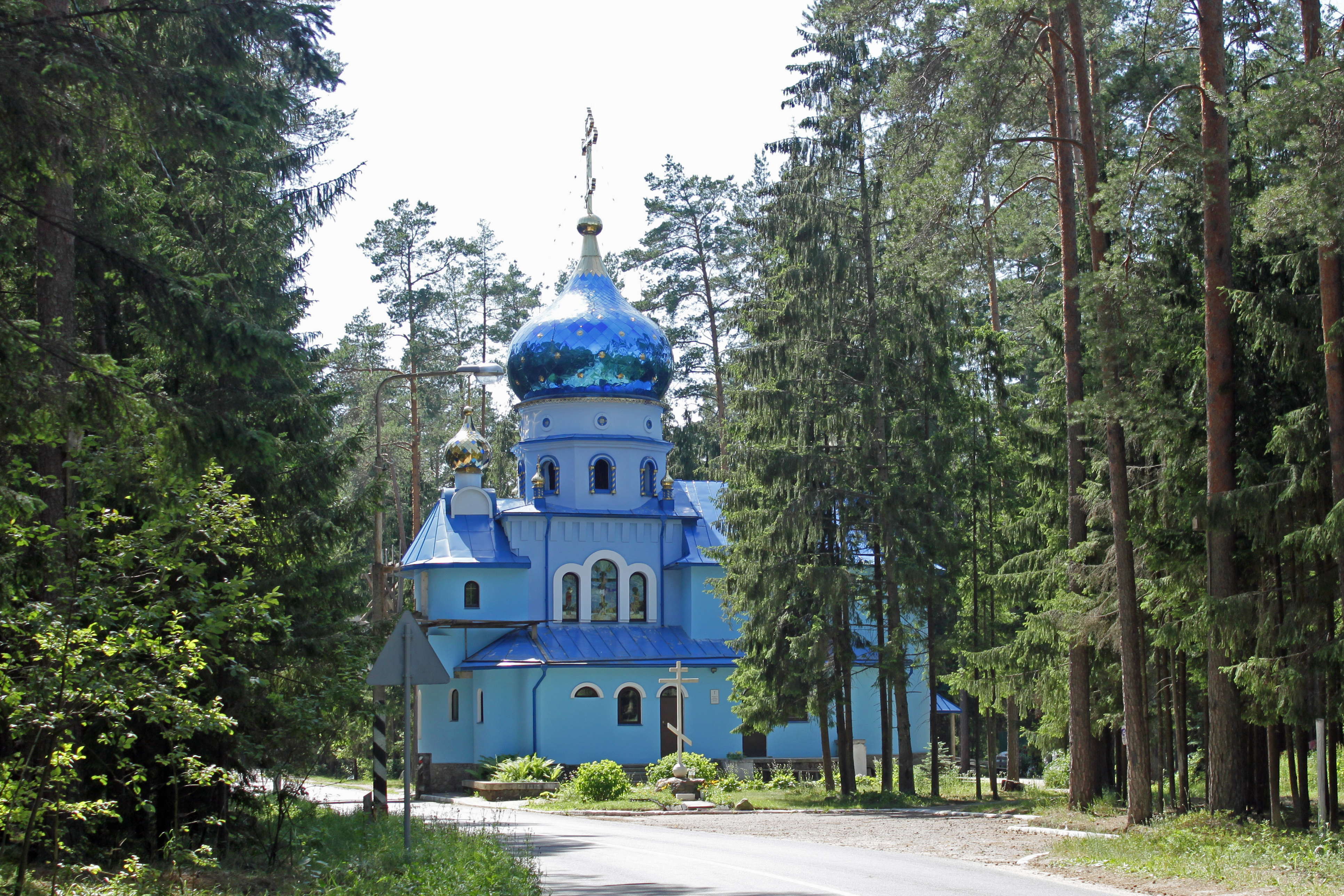
Храм в честь иконы Божией Матери «Отрада и утешение», деревня Аксаковщина